# Вашконселуш, Марку
Марку Паулу Перейра Вашконселуш (порт. Marco Paulo Pereira Vasconcelos; род. 7 ноября 1971 в г. Фуншал) — португальский бадминтонист. 
Участник Олимпийских игр 2000 в Сиднее, Олимпийских игр 2004 в Афинах и Олимпийских игр 2008 в Пекине. Участник чемпионатов мира 2003, 2007, чемпионатов Европы 2004, 2006, 2008.
Чемпион Португалии в одиночном разряде (2000, 2001, 2002, 2003, 2004, 2005), в парном разряде (1990, 1996, 2000, 2001, 2002, 2004, 2005, 2006).
Победитель Israel International в парном разряде (1990). Победитель Fiji International в одиночном разряде (2007).